# دعم فرنسا للعراق أثناء حرب الخليج الأولى
كان الدعم الفرنسى للعراق خلال الحرب العراقية الإيرانية عنصرا هاما لتعزيز العراق من أجل الحرب مع إيران. بدءا من عام 1975 تقريبا، والذي أدت إلى الحرب الإيرانية العراقية. فضلا عن الحرب نفسها، جاءت أكبر كمية من المعدات العسكرية إلى العراق من الاتحاد السوفيتي، ولكن فرنسا ربما كانت الثانية، وقدمت عموما معدات ذات تكنولوجيا أعلى من السوفيات.

## دوافع السياسة تجاه العراق
وكانت فرنسا شريكا تجاريا للعراق منذ زمن طويل، بعد أن شاركت في شركة البترول التركية في وقت مبكر من عام 1924. في عقد 1970 وفّر العراق 24 في المئة من النفط الفرنسي، وما زالت فرنسا تكافح لبيع السلع، بما في ذلك الأسلحة، لتعويض اختلال التوازن التجاري مع هذه البلدان المذيبة. كانت لدي فرنسا تقليديا سياسة متوازنة في الشرق الأوسط، وأرادت مواصلتها لأسباب عامة للدولة، فضلا عن ضمان إمدادات النفط.وبشكل عام، كان الفرنسيون حاضرين في الشرق الأوسط لعدة قرون حتى القرن العشرين، كما تشهد اتفاقية سايكس بيكو وسان ريمو.
من وجهة نظر العراق، كان من المهم الحصول على مصادر غربية للإمدادات العسكرية، لتجنب أن تصبح معتمدة أيضا على الاتحاد السوفيتي. في القضايا بما في ذلك الدور السوري في لبنان، والصراع العربي الإسرائيلي، وحركة عدم الانحياز منفصلة عن المخيمات الغربية والسوفياتية، اختلفت السياسة الفرنسية والعراقية. كانت أيديولوجية البعثية في جوهرها مناهضة للشيوعية.
ولم يكن لدى العراق والاتحاد السوفياتي دائما أهداف سياسية مشتركة. ومع ذلك العراق وفرنسا لم يكن لهما دائما مصالح مشتركة، ولكن فرنسا كانت متحررة تماما في عدم ربط مبيعات الأسلحة بالأعمال العراقية، أو غير ذلك من عدم الاستقرار في المنطقة. على سبيل المثال، واصلت فرنسا التجارة علنا مع العراق حتى عندما حتى عندما استولى المهاجمون المستوحون من إيران على رهائن فرنسيين في لبنان.

## ضوابط التصدير
وتوفر العديد من البلدان مستوى من الرقابة على السياسات، لأن المصدرين من القطاع الخاص يحتاجون إلى موافقة الحكومة. وفي بعض البلدان، مثل فرنسا، تسيطر الحكومة على قطاع كبير من الصناعة العسكرية، وتقرر أيضا مدى ملاءمة التصدير.
وتشكل الأسلحة المصدرة جزءا من السياسة العامة، التي نشأت في إطار شارل ديغول، بفرنسا والتي لها سياسة دفاعية مستقلة. التصنيع العسكري الفرنسي هو قطاع مهم اقتصاديا، وتوفر فرص العمل والعملات الأجنبية
وبما أن فرنسا تمتلك برنامجا تجاريا کبيرا إضافة إلی البرنامج الفضائي العسكري، وهو ثاني أكبر برنامج في حلف شمال الأطلسي، فإنه يتمتع بكفاءة غير عادية في مجال تكنولوجيا الصواريخ.
وتنبع ضوابط التصدير الفرنسية من مرسومين إداريين من وقت الحرب العالمية الثانية، حيث تملك الحكومة سيطرة حصرية على استيراد وتصدير السلع العسكرية. في زمن الحرب الإيرانية العراقية، لم يتم إنشاء نظام مراقبة تكنولوجيا الصواريخ (1987). ويتمثل القرار الرئيسى لضبط الصادرات في لجنة على مستوى مجلس الوزراء تتكون من ممثلين عن وزارات الخارجية والدفاع والصناعة والمالية والتجارة الخارجية. وتقع الإدارة الفعلية للترخيص والإنفاذ تحت دائرة الجمارك والمكوس التابعة لوزارة المالية.
وزارة الدفاع هي المنظمة الرئيسية للمراقبة - وتحديدا مدير العلاقات الدولية في الإدارة العامة للتسلح (DGA). ولديها تقليد يتمثل في كونها بطلة على الصادرات الفرنسية لأسباب اقتصادية وسياسية خارجية.

## التدريب العسكري والمشورة
ولقد کان لدى العراق بعض المستشارين العسكريين الفرنسيين والأردنيين في الدفاع عن الهجوم الإيراني، (عملية بيت المقدس). وكان المستشارون أكثر فعالية مع القوات النظامية بدلا من المتطوعين.
وقد قامت فرنسا بتدريب طيارين من طراز ميراج اف -1 على الأرض. ووفقا للولايات المتحدة، «ترافقت التغييرات التكتيكية مع رفع مستوى المعدات، وفي عمليات القصف بدأ العراقيون يستخدمون هجمات على ارتفاعات منخفضة، واستخدمت الذخائر الموجهة بدقة مثل القنابل الموجهة بالليزر مع زيادة الدقة».

## الحرب الجوية
وكانت فرنسا قد باعت أسلحة إلى العراق خلال الفترة من 1966 إلى 1968 في نظام عبد الرحمن عارف، ولكنها زادت مبيعاتها بين 1974 و 1980. وكانت المشتريات عموما التكنولوجيا العالية، بما في ذلك الطائرات والصواريخ.
كانت عقيدة الحرب الجوية العراقية أقرب إلى الفرنسية من السوفياتية. واعتبر العراقيون الهجوم البري مهمتهم الجوية الأكثر أهمية، ووضع أفضل الطيارين في ميراج، بدلا من طائرات التفوق الجوية السوفيتية مثل ميج 25 وميج 29.

### الطائرات
قامت فرنسا ببيع الخطوط الأولى من طراز طائرة مقاتلة ميراج F1 إلى العراق، فضلا عن توفير طائرات هجوم سوبر إتندارد في حين تم الانتهاء من أوامر ميراج.

#### ميراج F1

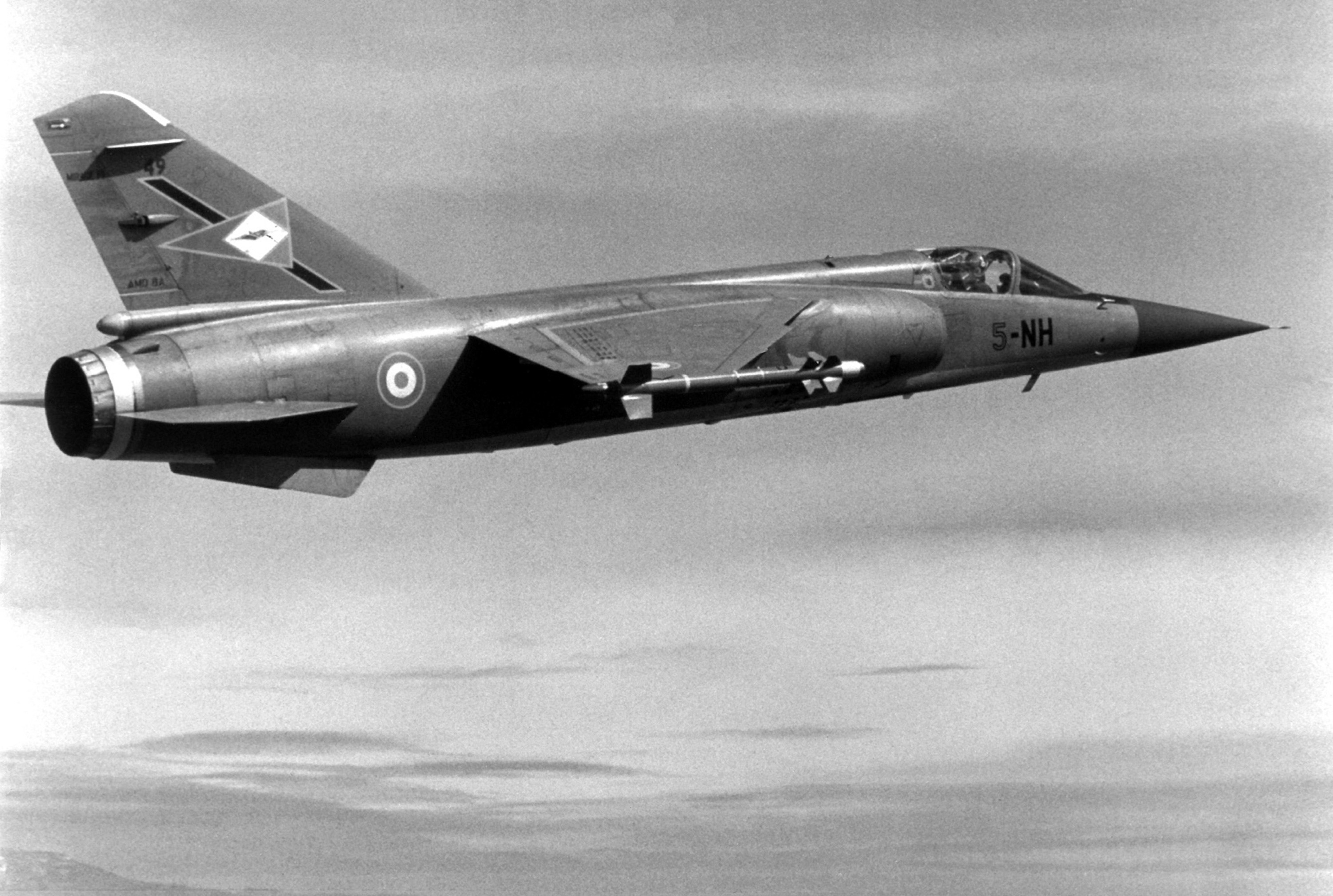
ميراج F1 في سلاح الجو الفرنسي

بين عامي 1977 و 1987، تعاقدت باريس لبيع مجموعه 133 مقاتل ميراج F-1 إلى العراق. تختلف المصادر عن موعد حصول العراق على أول طائرة إف 1، وقالت مكتبة الكونغرس عام 1978 في حين ذكرت صحيفة نيويورك تايمز 1981.
ووفقا لمكتبة الكونغرس، وفرت فرنسا، في عام 1978، ثمانية عشر طائرة ميراج F1 وثلاثين هليكوبتر، وحتى وافقت على حصة عراقية في إنتاج ميراج 2000 في صفقة أسلحة بقيمة ملياري دولار. وقالت الصحيفة ان الدفعة الأولى من «ميراج» شوهدت في قبرص حيث استقبلهم الطيارون الذين وصلوا في وسيلة نقل تحمل علامات أردنية.
في عام 1983، تم تصدير 29 سيارة ميراج F1 أخرى إلى بغداد. وأمرت الدفعة الأخيرة من تسع وعشرين طائرة في سبتمبر 1985، مع بطاقة الأسعار لأكثر من 500 مليون $، والتي تم دفع جزء منها في النفط الخام.

#### سوبر إتندارد
فرنسا «اعارت» العراق خمس طائرات هجوم سوبر إتندارد، المجهزة بصواريخ إكسوسيت AM39 المضادة للسفن والتي تطلق من الجو، من جرد البحرية الخاصة بها. واستخدمت هذه الطائرات على نطاق واسع في حرب الناقلات قبل أن تحل محلها 29 F1.  (24 F1 من المصادر الأخری)
إن دعم العراق يتفق مع السياسة الفرنسية، وقد يؤدي استئناف الصادرات العراقية إلى تمكين العراق من تسديد ديونه إلى فرنسا.ومن الجدير بالذكر أن الأرجنتين، خلال حرب الفوكلاند، استخدمت سوبر إتنداردز لتسليم خمسة صواريخ إكسوسيت التي تطلق من الجو، وغرق سفينتين بريطانيتين.

#### هليكوبتر
باعت فرنسا طائرات ألويت وغازيل وبوما ومروحيات سوبر فريلون إلى العراق.

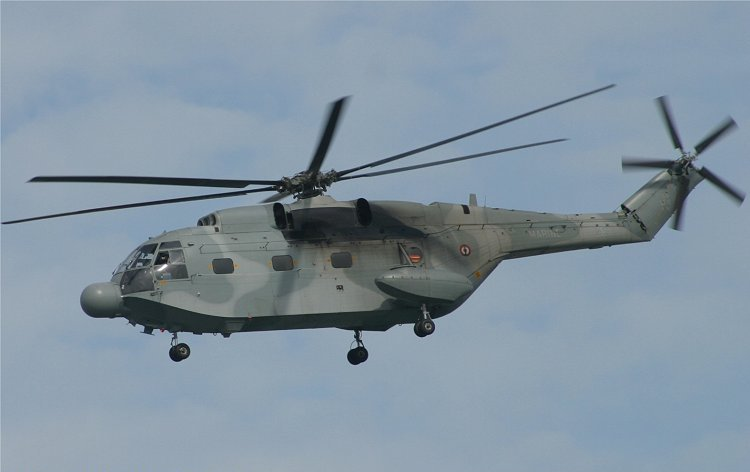
مروحية سوبر فريلون الثقيلة

كانت طائرات الهليكوبتر سوبر فريلون نسخة SA 321H، مع رادار البحث واثنين من الصواريخ المضادة للسفن إكزوست.
ألويت وبوما، على التوالي كانت طائرات هليكوبتر خفيفة ومتوسطة. استخدمت الغازيل بشكل أساسي في دور مضاد للدبابات، حيث أطلقت صاروخ مضاد للدبابات الفرنسي HOT.
استخدم الطرفان، في الحرب الإيرانية العراقية، المروحيات للدعم الجوي عن قرب، واحتفظوا بطائراتهم الهجومية ذات الأجنحة الثابتة لضربات جوية أكثر بعداً. في حين أن المروحيات لم يكن لديها غطاء جوي كبير في الصحراء، فقد تعلموا استخدام الغطاء بالقرب من المدن وفي التضاريس الجبلية.

### ذخائر
كانت الأسلحة الفرنسية التي بيعت إلى العراق بشكل عام، تميل إلى أن تكون تكنولوجيا أعلى وأكثر تعقيدا من الأسلحة السوفيتية التي اشتراها العراق. كان التدريب على استخدامها مختلفًا إلى حد كبير، لأن الأسلحة الفرنسية عادة ما كانت تتطلب اتخاذ مزيد من القرارات من قبل الطيارين، في حين أن استخدام الأسلحة جو-جو السوفياتي تميل إلى أن تكون بأوامر من وحدة تحكم الأرض.

#### صواريخ مضادة للسفن إكزوست

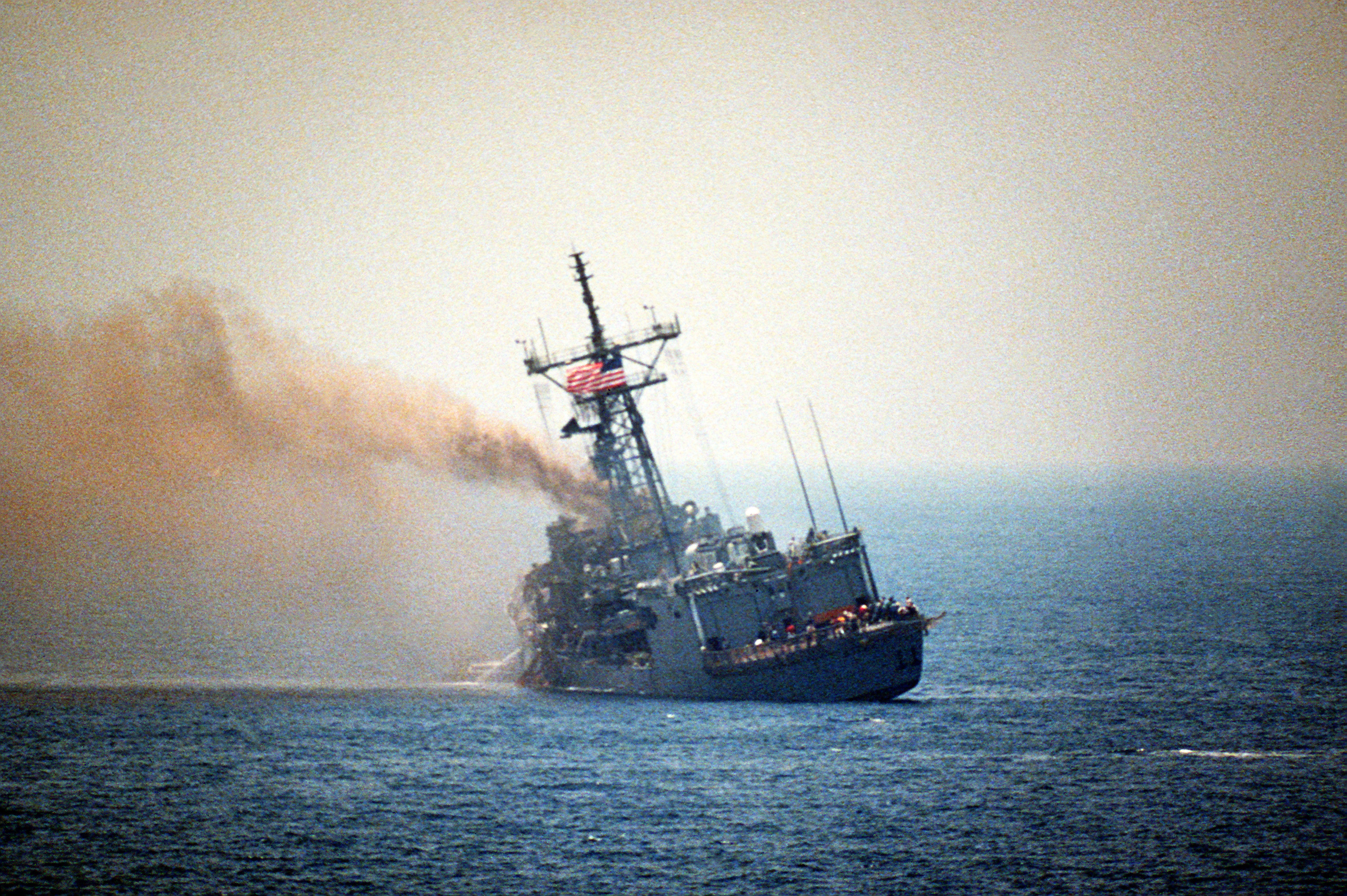
فرقاطة يو إس إس ستارك تحرق بعد تعرضه لاثنين من صواريخ إكزوست. أنقذها طاقمها لكنه فقد 37 قتيلاً.

كما اشترى العراق أكثر من 400 صاروخ من طراز إكزوست AM39 مضادة للسفن. هذا هو السلاح الذي ضرب فرقاطة يو إس إس ستارك، والتي لم تنتقم الولايات المتحدة ضد العراق.

#### صاروخ جو-أرض AS30
باعت فرنسا العراق ما لا يقل عن 200 صاروخ موجه بالليزر AS-30 بين عامي 1983 و 1986.

#### صاروخ مضاد للدبابات HOT

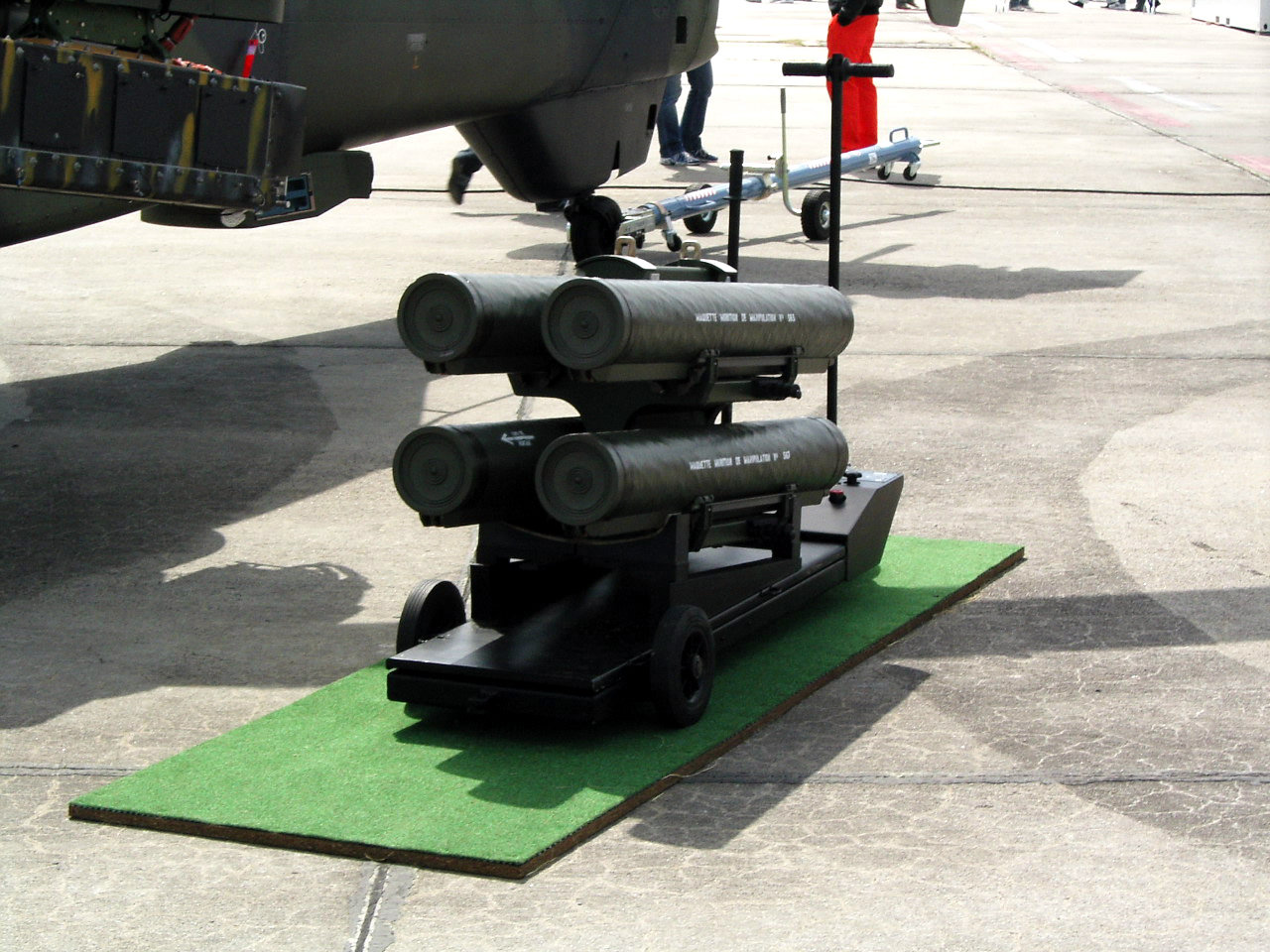
صاروخ HOT-3 مضاد للدبابات على هليكوبتر ألمانية

صاروخ HOT-3 مضاد للدبابات على طائرة هليكوبتر ألمانية
يمكن أن لصاروخ هوت أن تطلق من المروحية أو المركبة. وبالمقارنة مع بي جي إم-71 تاو، يتم توجيهه عبر الأسلاك وتتبعه بصريًا.

### آرمات
واشترى العراق الصاروخ الفرنسي «آرمات» المضاد للإشعاعات، وهو نوع من صاروخ مارتيل المضاد للسفن. آرمات لها مكانة مختلفة عن غيرها من آرمز مثل صاروخ آلارم البريطاني وهارم الأمريكية. ولديها رأس حربي كبير بشكل خاص، يهدف بشكل أساسي إلى تدمير رادارات الإنذار المبكر والتحكم الأرضي، بدلاً من أن تكون آرم دفاعية تهدف إلى قمع الدفاعات الجوية المنتشرة ضد الطائرات التي تخترقها لضرب أهداف أخرى.

## دفاع جوي
في عام 1981، اشترى العراق من فرنسا 30 وحدة إطلاق صواريخ أرض-جو من طراز كروتال الفرنسية وتم تحديثها لتصل إلى 60 وحدة إطلاق النار رولاند بنهاية الحرب.

## حرب برية
نُشرت في سجل الكونغرس الأمريكي، مقابلة أجرتها شبكة سي بي إس نيوز مع تاجر الأسلحة ساركيس سوغاناليان تفاصيل عن تعاملاته مع العراق قبل وأثناء وبعد الحرب العراقية الإيرانية. يقول سركيس إن المعدات التي بيعها للعراق تم تخصيصها لتحمل الحرارة والرمال والغبار في الشرق الأوسط. على وجه الخصوص، باع مدفع هاوتزر فرنسي 155 ملم ذاتي الدفع إلى العراق. وقال إن نطاقه أكبر من نظيره في الولايات المتحدة، وربما أكثر موثوقية لأنه كان أبسط، ليس لديه أجهزة إلكترونية أو تكييف للهواء للتفتت.
باعت فرنسا العراق 100 دبابات قتال الرئيسية أي أم أكس-30 الفرنسية، وعدد من المركبات العسكرية بانهارد.

## أسلحة الدمار الشامل

### نووي

#### سرباك
تم توقيع اتفاقية لبناء منشأة نووية مع فرنسا في 17 نوفمبر 1975. كان على فرنسا أن تزود مفاعلات أوزيراك، كل منهما يزود باليورانيوم عالي التخصيب. تم تنفيذ المشروع من قبل كونسورتيوم فرنسي يدعى سرباك، مع الشركات الأعضاء «تكنيك أتم»، سوسيتيه جنرال لتقنيات جديدة، مؤسسة كومسيب، المنشآت البحرية والصناعية للبحر الأبيض المتوسط، بويج البحرية.
عندما شعرت فرنسا بالقلق حيال تحويل العراق لمواد تستخدم في صنع القنابل، حاول الفرنسيون إقناع العراقيين بقبول شكل أقل تخصيبًا من اليورانيوم. رفض العراق، لذلك قام الفرنسيون بشحن أول قلب المفاعل النووي في يونيو 1980.
واعتبرت وكالة الاستخبارات المركزية أن فرنسا (وإيطاليا) من غير المرجح أن يتخلفوا عن التعاقد، كما أرادوا الحفاظ على حسن نية مورد رئيسي للنفط. ومع ذلك، تم تقييم النفوذ العراقي على أنه يمتلك قدرة نفطية أقل نتيجة للحرب الإيرانية العراقية.

#### صلب مارتنسيتي
الصلب المارتنسيتي هي مادة ذات قوة عالية بشكل استثنائي، في الصف 350، تستخدم في أجهزة الطرد المركزي لتخصيب اليورانيوم. حصل العراق على ما يتراوح بين 100 و 106 طن من هذه المادة الخاضعة عادة للتصدير، من خلال سلسلة معقدة من المعاملات والوسطاء والشركات الأمامية.
بدأت الصفقة مع رجل أعمال فرنسي. في عام 1988، التقى عادل علي رضا، مسؤول في أجهزة الطرد المركزي العراقي بالغاز، تاجر فرنسي من شركة 3F في منشأة صدام، منشأة تصنيع عسكرية. وهي تقوم بتصنيع مكونات أجهزة الطرد المركزي بالغاز بمساعدة شركة اتش + اتش ميتال فورمينغ، وهي شركة ألمانية مملوكة نصفها للعراق.
ربما لم يكن ممثل شركة 3F على دراية بجهة عمل عادل، وقال له إن شركته تقوم بتصنيع الصلب المارتنسيتي. بعد حوالي شهر، عاد البائع إلى بغداد، وأخبر عادل أن هناك مشاكل في الحصول على رخصة تصدير فرنسية، لكنّه تطوع للمساعدة في العثور على مورد.
ي زيارته القادمة، أحضر الفرنسي عينات من الصلب المارتنسيتي، لكنه لم يكشف عن المورد. قام العراق بمساعدة شركة اتش + اتش ميتال فورمينغ بتحليل العينات ووضع المواصفات المطلوبة لأجهزة الطرد المركزي العراقية. بعد تقديم النتائج إلى الفرنسي، عاد مع عينات جديدة، والتي استوفت المعايير العراقية. اجتازت المواد الاختبارات العراقية، وقام الممثل الفرنسي بإحضار وسيط باكستاني، في أكتوبر 1988 مع مزهر مالك، الذي كان يقيم في بريطانيا. تعاقد مالك مع يوروكوم إنكوربوريتد من المملكة العربية السعودية، والتي حصل عليها من شركة نمساوي بويلر إديلستهل. لم يتم التحكم في الصلب المارتنسيتي من قبل النمسا.
تم شحن الفولاذ إلى دبي ثم إلى العراق. وجاء الدفع من بنك جزر جيرسي ومن بنك الاعتماد والتجارة الدولي في الولايات المتحدة.

### أسلحة كيميائية
نقلا عن مجلة «يسار الوسط» الفرنسية، «لو نوفيل أوبزيرفاتور» كمصدر أساسي، وأيضا نقلا عن مسؤولين فرنسيين، ذكرت صحيفة نيويورك تايمز أن فرنسا كانت ترسل سلائف كيماوية للأسلحة الكيماوية إلى العراق منذ عام 1986. وأشار التقرير إلى أن شركة تدعى بروتك إس.إي كانت المصدر الرئيسي لمجموعة من الشركات الفرنسية. وأفادت الأنباء أن الرئيس فرانسوا ميتران قال إنه «يعرف الشركات الفرنسية التي تخترق الحظر الذي فرضته الأمم المتحدة على العراق. وتعهد السيد ميتران بمحاكمة المخالفين بقوة». أشار مسؤول فرنسي لم يذكر اسمه إلى أن التصوير عبر الأقمار الصناعية في الولايات المتحدة كان حاسما في تحديد الوجهة النهائية للمواد، لكن الصور التي تم توفيرها تشير إلى أن «الكثير من المواد» قد تكون قد ذهبت إلى مصنع للأسلحة الكيميائية في سامراء. تعتبر المواد الكيميائية، المدرجة في الجدول 3 من معاهدة حظر الأسلحة الكيميائية، لديها تطبيقات مشروعة للاستخدام المزدوج، ولكنها أيضًا سلائف معروفة لعوامل الأعصاب. كما ذكرت أن شركة بروتك كانت متحالفة مع شركة ألمانية، كارل كولب، التي كان مديرها التنفيذي محتجزًا في السجن من قبل السلطات الألمانية، أثناء التحقيق في الشحنات غير القانونية. عملوا مع شركة ألمانية ثالثة لشحن معدات التصنيع إلى العراق.